# پاپ لئون چهاردهم
پاپ لئون چهاردهم (با نام تولد رابرت فرنسیس پریوُست؛ ؛ زادهٔ ۱۴ سپتامبر ۱۹۵۵) رهبر کلیسای کاتولیک و حاکم دولت‌شهر واتیکان است. او پس‌از درگذشت پاپ فرانسیس در ۸ مهٔ ۲۰۲۵ توسط کُنکلاو پاپ به این سمت انتخاب شد. او نخستین فرد از آمریکای شمالی است که به‌عنوان پاپ انتخاب می‌شود و نخستین پاپی است که از زمان آدریان چهارم از یک کشور انگلیسی‌زبان انتخاب شده است. همچنین نخستین پاپ دو ملیتی (آمریکایی و پرویی) است.

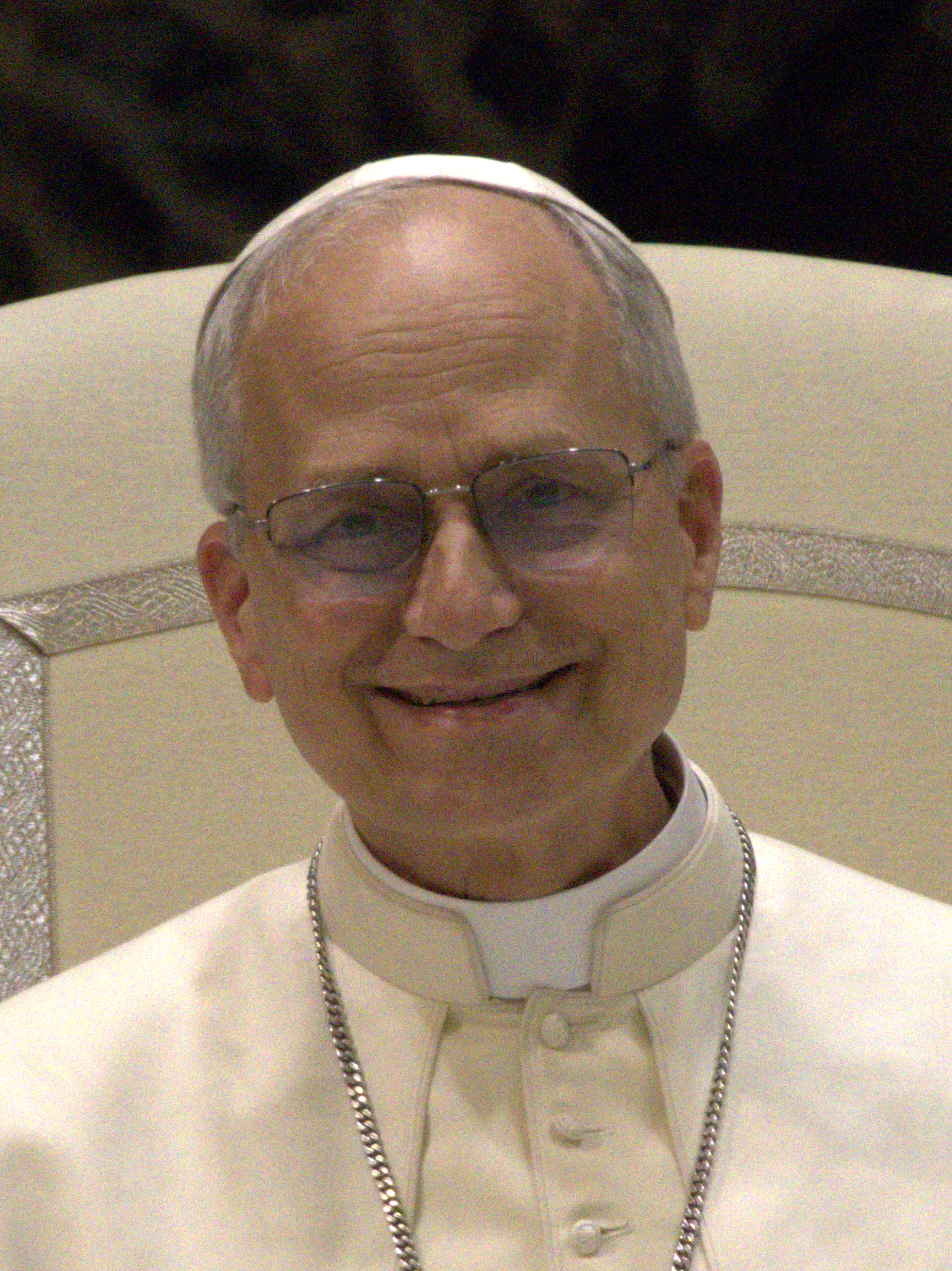
پاپ لئون چهاردهم در سال ۲۰۲۵

پریووست که در شیکاگو، ایلینوی زاده شد، اوایل دوران کاری خود را در همانجا و در خدمت آگوستینی‌ها گذراند. او بین سال‌های ۱۹۸۵ تا ۱۹۸۶ و سپس از ۱۹۸۸ تا ۱۹۹۸ در کشور پرو به‌عنوان کشیش پاریش، مسئول امور اسقفی، آموزگار و مدیر حوزهٔ علمیه خدمت کرد. پرِووست از سال ۲۰۱۵ تا ۲۰۲۳ به عنوان اسقف چیکلایو در پرو فعالیت داشت و در فاصلهٔ سال‌های ۲۰۰۱ تا ۲۰۱۳ نیز سِمت رئیس عمومی شاخهٔ سن آگوستین را بر عهده داشت. در سال ۲۰۲۳ پاپ فرانسیس او را به مقام کاردینالی منصوب کرد. همچنین در همان سال به‌عنوان رئیس دیگاستری اسقفان (دبیرخانهٔ اسقفان) و رئیس کمیسیون پاپی آمریکای لاتین انتخاب شد؛ نقشی برجسته که جایگاه او را به‌عنوان یکی از نامزدهای احتمالی پاپی در آینده تقویت کرد.
او به عنوان یک کاردینال بر هم‌اندیشی کلیسایی، گفتگوی تبلیغی و تعامل با چالش‌های اجتماعی و فناوری تأکید کرد. او همچنین به مسائلی مانند تغییرات اقلیمی، مهاجرت جهانی، اداره کلیسا و حقوق بشر پرداخت و همسویی خود را با اصلاحات شورای دوم واتیکان ابراز کرد.
لئون چهاردهم که به‌طور مادرزادی شهروند ایالات متحده است، نخستین پاپ زاده شده در آمریکای شمالی، اولین پاپ دارای تابعیت پرو (که در سال ۲۰۱۵ تابعیت آن را به دست آورد)، دومین پاپ از قاره آمریکا (پس از سلف خود فرانسیس) و نخستین پاپ از شاخه سنت آگوستین است. نام پاپی او از پاپ لئون سیزدهم الهام گرفته شده است، که آموزه‌های اجتماعی مدرن کاتولیک را در بحبوحه انقلاب صنعتی دوم توسعه داد. لئون چهاردهم معتقد است که انقلاب صنعتی چهارم کنونی، به ویژه پیشرفت‌ها در هوش مصنوعی و رباتیک، چالش‌های جدیدی برای دفاع از کرامت انسانی، عدالت و کار ایجاد می‌کند.

## اوایل زندگی
رابرت پریوُست در ۱۴ سپتامبر ۱۹۵۵ در شیکاگو زاده شد. او پسر لوییس ماریوس پریووست و میلدرد مارتینز بود. او تحصیلات متوسطهٔ خود را در دبیرستان محفل سنت آگستین در ۱۹۷۳ تکمیل کرد. او مدرک کارشناسی ریاضی خود را در سال ۱۹۷۷ از دانشگاه ویلانوا دریافت کرد.
پریووست که تصمیم گرفته بود کشیش شود در سپتامبر ۱۹۷۷ به محفل سنت آگستین پیوست. او سوگندهای نخستین خود به این محفل را در سپتامبر ۱۹۷۸ و سوگند دائمی خود را در اوت ۱۹۸۱ خورد. سال بعد اتحادیه الهیات کاتولیک در شیکاگو به او مدرک کارشناسی ارشد الهیات اعطا کرد. پریووست به زبان‌های انگلیسی، اسپانیایی، ایتالیایی، فرانسوی، و پرتغالی سخن می‌گوید و می‌تواند لاتین و آلمانی هم بخواند.

## اوایل فعالیت

### تحصیلات و آغاز کشیش شدن
سال نخست کشیشی پریوُست یا همان دوره نوآموزی (نوویسیت) در کلیسای لقاح بی‌نقص (Immaculate Conception) در شهر سنت لوئیس، ایالت میزوری آمریکا سپری شد. برادر پریوُست به نام جان، اشاره کرده که او از سنین پایین به کشیش شدن علاقه‌مند بود. در سپتامبر ۱۹۷۷ او به‌عنوان یک نوآموز به شاخه آگوستینی‌های مقدس پیوست و در کلیسای لقاح بی‌نقص در محله کامپتون هایتز در سنت لوئیس اقامت داشت. او در سپتامبر ۱۹۷۸ نخستین نذر مذهبی خود را انجام داد و در اوت ۱۹۸۱ نذر نهایی (همیشگی) خود را ادا کرد.
پریوُست در سال ۱۹۷۷ مدرک کارشناسی علوم در رشته ریاضیات را از دانشگاه ویلانوا (که یک دانشگاه آگوستینی است) دریافت کرد. او در سال ۱۹۸۲ مدرک کارشناسی ارشد الهیات را از اتحادیه الهیات کاتولیک در شیکاگو گرفت و هم‌زمان به‌عنوان معلم فیزیک و ریاضی در دبیرستان سنت ریتا آو کاسیا در شیکاگو تدریس می‌کرد. او در ۱۹ ژوئن ۱۹۸۲ توسط اسقف اعظم ژان ژادو در شهر رم برای خدمت در شاخه آگوستینی‌ها به مقام کشیشی منصوب شد. سپس در سال ۱۹۸۴ مدرک کارشناسی ارشد حقوق کلیسا و در سال ۱۹۸۷ مدرک دکترای حقوق کلیسا را از دانشگاه پاپی توماس آکویناس در رم دریافت کرد. عنوان رساله دکترای او «نقش رئیس محلی در شاخه آگوستینی‌های مقدس» بود.
دانشگاه ویلانوا در سال ۲۰۱۴ به او دکترای افتخاری در علوم انسانی اعطا کرد.

### تبلیغات مذهبی در پرو
پرووُست در سال ۱۹۸۵ به مأموریت آگوستینی‌ها در پرو پیوست و به‌عنوان دبیر حوزه کشیشی منطقه‌ای چولوکاناس (۱۹۸۵–۱۹۸۶) خدمت کرد. او در سال ۱۹۸۸ به پرو بازگشت و به مدت یک دهه ریاست حوزه علمیه آگوستینی‌ها در تروخییو را بر عهده داشت، در حوزه علمیه اسقفی حقوق کلیسا تدریس می‌کرد، به‌عنوان مدیر مطالعات فعالیت داشت، در دادگاه کلیسایی منطقه‌ای قاضی بود و همچنین در فعالیت‌های مذهبی در حاشیه شهر مشغول به خدمت بود. او در تلاش‌های آگوستینی‌ها برای جذب کشیشان و رهبران بومی پرو بسیار موفق عمل کرد.
در دوران فوجیموری، پرووُست به‌طور برجسته‌ای جنایات رئیس‌جمهور وقت، آلبرتو فوجیموری را محکوم کرد. در دوران تروریسم در پرو و نیز فساد سیاسی، بر قربانیان ارتش پرو و به طور خاص گروه کولینا تأکید داشت. او خواستار عذرخواهی فوجیموری پس از دستگیری‌اش شد و گفت: «شاید، از طرف شما عذرخواهی شخصی بابت برخی از بی‌عدالتی‌های بزرگی که رخ داد، مؤثرتر باشد.» سال‌های زندگی او در پرو درک مستقیمی از خشونت سیاسی و نابرابری اجتماعی به او داد. او همچنین به‌عنوان مدافع حقوق بشر مردم منطقه نورته چیکو در برابر خشونت گروه رادیکال راه درخشان شناخته می‌شد.

## دیدگاه‌ها
نام پاپی پرووُست به افتخار پاپ لئون سیزدهم (حکومت ۱۸۷۸–۱۹۰۳) انتخاب شد که دانشنامه رِروم نُواروم او آموزه‌های اجتماعی مدرن کاتولیک را پایه‌گذاری و از حقوق کارگران حمایت کرد. به گفته ماتئو برونی، مدیر دفتر مطبوعاتی سریر مقدس، این انتخاب به وضوح اشاره‌ای است به زندگی مردان و زنان، به کار آنها – حتی در عصری که با هوش مصنوعی مشخص شده است.
به گفته کاردینال فرناندو چومالی از شیلی، لئون به او گفت که انتخاب نام پاپی بر اساس نگرانی او در مورد تغییرات فرهنگی جهان، نوعی انقلاب کوپرنیکی شامل هوش مصنوعی و رباتیک است. چومالی گفت: «او از لئون سیزدهم الهام گرفته بود، که در بحبوحه انقلاب صنعتی، رِروم نُواروم را نوشت و گفتگوی مهمی بین کلیسا و جهان مدرن آغاز کرد.» خود لئون توضیح داد که «کلیسا گنجینه آموزه‌های اجتماعی خود را در پاسخ به یک انقلاب صنعتی دیگر و تحولات در زمینه هوش مصنوعی که چالش‌های تازه‌ای را برای دفاع از کرامت انسانی، عدالت و کار ایجاد می‌کند، به همگان ارائه می‌دهد.»
پریوُست در مصاحبه‌ای در مه ۲۰۲۳ بر نیاز به احتیاط و مسئولیت در استفاده از رسانه‌های اجتماعی برای جلوگیری از دامن زدن به اختلافات و جنجال‌ها و آسیب رساندن به همبستگی کلیسا تأکید کرد. این دیدگاه با تمایل او به صحبت کردن با احتیاط و تأمل زیاد و عزم راسخ و شفافیت، همان‌طور که کریستوفر وایت، خبرنگار واتیکان در نشنال کاتولیک ریپورتر، او را توصیف کرد، همخوانی دارد.

### سیاست کلیسا
پریوُست مدافع سرسخت نهضت وحدت کلیساها یکی از میراث‌های بارز پاپ فرانسیس است. او معتقد است که مشارکت و مسئولیت مشترک همه مؤمنان می‌تواند به قطب‌بندی در کلیسا رسیدگی کند. در مه ۲۰۲۳ پریوُست گفت که رهبری اسقفی باید ایمان را بر اداره اولویت دهد. اولویت اول «انتقال زیبایی ایمان، زیبایی و شادی شناخت عیسی» است. همچنین در مه ۲۰۲۳ پریوُست گفت که ایمان دارد «روح‌القدس… ما را به سمت تجدید سوق می‌دهد.» او اظهار داشت که همه مؤمنان «به مسئولیت بزرگ زندگی کردن آنچه من نگرش جدید می‌نامم، فراخوانده شده‌اند» که «اول از همه گوش دادن به روح‌القدس، به آنچه که او از کلیسا می‌خواهد» است.
پریوُست در بحث دربارهٔ انتصاب زنان در اکتبر ۲۰۲۳ اظهار داشت که سنت بسیار مهم و طولانی کلیسا انتصاب زنان به عنوان کشیش را غیرممکن می‌کند. در مقابل، او مشاهده کرد که امکان شماسی زنان موضوع دو کمیسیون واتیکان بوده است که نشان‌دهنده گشودگی برای توجه به این پرسش است. او همچنین هشدار داد که انتصاب زنان به عنوان شماس لزوماً مشکلی را حل نمی‌کند و می‌تواند مسائل تازه‌ای ایجاد کند. او با خدمت زنان در مناصب رهبری در کلیسا از جمله در برخی نقش‌های مهم مانند اعضای دیکاستری اسقفان موافق است. او در اظهار نظر خود دربارهٔ انتصاب سه زن به عنوان عضو دیکاستری اسقفان توسط پاپ فرانسیس در سال ۲۰۲۳ که ریاست آن را بر عهده داشت، خاطرنشان کرد که دیدگاه‌های آنها اغلب با سایر اعضا همسو است. اما می‌تواند دیدگاه‌های جدید ارزشمندی را معرفی کند.
نخستین پیام او به عنوان پاپ بر درود صلح عیسی برخاسته «که جان خود را برای گله خدا داد»، «صلحی غیرمسلح و خلع سلاح کننده» تأکید کرد. لئون گفت که می‌خواهد برکت بشارتی پاپ فرانسیس را ادامه دهد: «خدا به شما اهمیت می‌دهد، خدا همه شما را دوست دارد و شر پیروز نخواهد شد! همه ما در دستان خدا هستیم.» مضامین اولین پیام او شامل عیسی به عنوان نوری مورد نیاز جهان، تبدیل شدن به یک کلیسای تبلیغی از طریق گفتگو و گشودگی، وفاداری به انجیل، قدم زدن با هم در هم‌اندیشی کلیسایی، کار به عنوان یک کلیسای متحد برای صلح و عدالت، نزدیکی به رنج‌دیدگان و دعا برایم مریم بود. او دو بار به نیاز به نداشتن ترس اشاره کرد و بر کمک خدا برای «ساختن پل‌ها» برای «همه ما برای اینکه همواره یک قوم در صلح باشیم» تأکید کرد.
شعار اسقفی لئون چهاردهم «در آن یگانه، ما یکی هستیم» است. لئون در نخستین سخنرانی خود به عنوان پاپ در جمع کاردینال‌ها «تعهد کامل» خود را به مسیر کلیسایی ترسیم شده توسط شورای دوم واتیکان اعلام کرد. او از تعیین این مسیر توسط پاپ فرانسیس از طریق «انجیل شادی» ستایش و شش «نکته اساسی» را برجسته کرد که اولویت مسیح در اعلام؛ تبدیل تبلیغی کل جامعه مسیحی، همبستگی و هم‌اندیشی کلیسایی، توجه به «حس ایمان»، ظرفیت کل مؤمنان برای حس کردن ایمان، به ویژه تقوای مردمی؛ مراقبت محبت‌آمیز از کمترین و طردشدگان؛ و گفتگو با جهان معاصر هستند.

### مسائل اجتماعی و سیاسی
در چارچوب سیاست و الهیات کلیسا پریوُست به عنوان یک میانه‌رو یا فرد معتدل شناخته می‌شود. در آوریل ۲۰۲۵ روزنامه ایتالیایی لا رپوبلیکا اظهار داشت که پریوُست «شخصیتی جهان‌وطنی و خجالتی» است که «مورد قدردانی محافظه‌کاران و ترقی‌خواهان» در داخل کلیسا قرار دارد. پریوُست همسو با مواضع رسمی کلیسا، مخالف سقط جنین، اتانازی و مجازات اعدام است. او در دوران حضور خود در چیکلایو از پناهندگان ونزوئلایی در پرو حمایت کرد. در جریان اعتراضات ۲۰۲۲–۲۰۲۳ پرو در حمایت از رئیس‌جمهور سابق پدرو کاستیلو، پریوُست اظهار داشت: «مرگ‌ها در جریان اعتراضات باعث اندوه و درد فراوان من شده است… من درخواست کردم در پرو بمانم؛ حتی این درخواست را از پاپ مقدس نیز کردم. وقت رفتن نبود.» پریوُست از اقدام قوی‌تر کلیسا علیه تغییرات اقلیمی حمایت کرده و در سمیناری در نوامبر ۲۰۲۴ اظهار داشت که «تسلط بر طبیعت» نباید «ستمگرانه» باشد. او حمله روسیه به اوکراین را محکوم کرد و آن را «یک تهاجم واقعی، با ماهیت امپریالیستی، که در آن روسیه به دنبال فتح قلمرو به دلایل قدرت است» توصیف کرد. لئون در یکی از اولین سخنرانی‌های مهم خود به عنوان پاپ، خواستار آتش‌بس در جنگ غزه، اجازه اسرائیل به ورود کمک‌های بشردوستانه به غزه و آزادی همه گروگان‌های اسرائیلی شد. به دنبال حمله اسرائیل به ایران پاپ هر دو طرف را دعوت به خویشتنداری کرد. او برای قربانیان قحطی نوار غزه، درگیری‌های جنوب سوریه و درگیری مرزی کامبوج و تایلند دعا کرد.
پریوُست در شبکه اجتماعی ایکس (توییتر سابق) در جریان همه‌گیری کووید-۱۹ از واکسیناسیون کووید-۱۹، همدردی با جورج فلوید و معترضان حمایت کرد و از سیاست‌های مهاجرتی ایالات متحده تحت ریاست جمهوری دونالد ترامپ و معاونت ریاست جمهوری جی‌دی ونس انتقاد کرد. او همچنین از دیدار ترامپ با نایب بوکله، رئیس‌جمهور السالوادور که پیشنهاد بازداشت جنایتکاران با هر ملیتی که از ایالات متحده اخراج می‌شوند در زندان‌های السالوادور را داده بود، انتقاد کرد. پریوُست در انتخابات عمومی از حداقل سال ۲۰۰۰ تا ۲۰۲۴ (به استثنای سال‌های ۲۰۱۶ و ۲۰۲۰) و همچنین در انتخابات مقدماتی ریاست جمهوری دموکرات‌ها در سال ۲۰۰۸، انتخابات مقدماتی دموکرات‌ها برای انتخابات فرمانداری ایلینوی در سال ۲۰۱۰، انتخابات مقدماتی ریاست جمهوری جمهوری‌خواهان در سال ۲۰۱۲، انتخابات مقدماتی جمهوری‌خواهان برای انتخابات فرمانداری ایلینوی در سال ۲۰۱۴ و انتخابات مقدماتی ریاست جمهوری جمهوری‌خواهان در سال ۲۰۱۶ در شهرستان ویل، ایلینوی رای داد.
پریوُست دربارهٔ «همدردی با باورها و اعمالی که مغایر با انجیل است» ابراز تردید کرد و از «Fiducia supplicans» اعلامیه‌ای دربارهٔ برکت دادن به افراد در رابطه همجنس‌گرایانه نه به‌طور کام حمایت کرد و نه آن را رد کرد. او اظهار داشت که کنفرانس‌های اسقف‌های ملی باید «چنین دستورالعمل‌هایی را در زمینه‌های محلی خود، با توجه به تفاوت‌های فرهنگی، تفسیر و اعمال کنند.» او در سال ۲۰۱۲ از همدردی فرهنگ عامه با «سبک زندگی همجنس‌گرایانه» و خانواده‌های همجنس‌گرا انتقاد کرد. پریوُست در آوریل ۲۰۱۶ با گنجاندن «ایدئولوژی جنسیتی» در برنامه‌های درسی مدارس ابتدایی پرو مخالفت کرد و اظهار داشت که این امر «جنسیت‌هایی را ترویج می‌کند که وجود ندارند.» پریوُست در سال ۲۰۲۳ در پاسخ به سؤال سرویس خبری کاتولیک دربارهٔ اینکه آیا دیدگاه‌های او از سال ۲۰۱۲ تغییر کرده است، گفت که «بسیاری چیزها تغییر کرده است» و کلیسا نیاز داشته است که باز و پذیرای باشد و بر پیام پاپ فرانسیس مبنی بر اینکه نباید کاری کرد که مردم به دلیل انتخاب‌هایشان احساس طرد شدن کنند، تأکید کرد. او همچنین اظهار داشت که دکترین کلیسا تغییر نکرده است.